# NN-27
La carretera NN‑27 es una vía carretera secundaria ubicada en la zona fronteriza entre los departamentos de Madriz y Chinandega, en el noroeste de Nicaragua. Inicia en un empalme con la NN‑26 cerca de Palacagüina, aunque su trazado exacto y longitud no se encuentran disponibles en fuentes accesibles como TravelMapping o la AARoads Wiki.

## Trazado y cruces
El siguiente es el trazado estimado de la NN‑27, basado en referencias cartográficas y conexiones visibles en mapas en línea:
| km   | Localidad / Punto           | Departamento | Conexión / Ruta        |
| ---- | --------------------------- | ------------ | ---------------------- |
| 0,00 | Empalme NN‑26 (Palacagüina) | Madriz       | NN 26                  |
| —    | —                           | Chinandega   | Fin estimado de la vía |